# تارپان
تارپان (Equus ferus ferus) که با نام اسب وحشی اوراسیایی نیز شناخته می‌شود زیرگونه‌ای از اسب وحشی بود که نسلش اینک منقرض شده است. تصور می‌شود آخرین بازمانده این گونه در ۱۹۰۹ میلادی در روسیه و در اسارت مرد، اگرچه بعضی منابع، با توجه به شباهت‌هایش به اسب‌های اهلی، ادعا می‌کنند اسب مذکور یک اسب وحشی واقعی و خالص نبود.

## انقراض
فرآیند انقراض اسب‌های وحشی در اروپا توسط انسان در اروپای جنوبی و احتمالاً در دوران باستان آغاز شده است. در حالی که انسان ها از دوران پارینه سنگی به شکار اسب های وحشی می پرداختند،  در دوران تاریخی، گوشت اسب یکی از منابع مهم پروتئین در بسیاری از فرهنگ ها بود. به عنوان گیاهخواران بزرگ، قلمرو تارپان به طور مداوم با افزایش جمعیت انسان در خشکی اوراسیا کاهش می یابد. اسب های وحشی و مهاجم بیشتر مورد هدف قرار گرفتند چرا که به انبارهای یونجه آسیب رساندند و اغلب مادیان های اهلی شده را از مراتع می ربودند. علاوه بر این، آمیختگی مادیان ها با اسب‌های وحشی ضرری اقتصادی برای کشاورزان بود، زیرا کره‌های حاصل از این جفت‌گیری ها غیرقابل تحمل بودند. در سال 1879 آخرین نمونه تایید شده علمی از تارپان کشته شد. پس از آن، تنها مشاهداتی مشکوک از تارپان ثبت شد. از آنجایی که اسب تارپان بین سال‌های 1875 تا 1890 در طبیعت از بین رفت، آخرین مادیان آزاد که به عنوان تارپان شناخته می‌شد، به طور تصادفی در طی تلاش برای دربندگیری کشته شد. آخرین تارپان تحت اسارت در سال 1909میلادی در باغ وحشی در  روسیه درگذشت.